# Аим (село)
Аи́м — село в Аяно-Майском районе Хабаровского края. Административный центр и единственный населённый пункт Аимского сельского поселения.

## География
Село находится на берегу реки Мая, на расстоянии 350 км к северо-западу от села Аян, административного центра района.

## История
Основано в 1844 году как перевалочный пункт Российско-Американской компании на тракте из Аяна в Усть-Маю.

## Население
| 1992 | 2002 | 2010 | 2011 | 2012 | 2013 | 2014 |
| ---- | ---- | ---- | ---- | ---- | ---- | ---- |
| 362  | ↘294 | ↘205 | ↘204 | ↗207 | ↘206 | ↘199 |
| 2015 | 2016 | 2017 | 2018 | 2019 | 2020 | 2021 |
| ↘190 | ↘177 | ↗178 | →178 | ↘162 | ↘160 | ↗172 |

## Улицы
- ул. 40 лет Победы,
- ул. Верхняя,
- ул. Зелёная,
- ул. Лесная,
- ул. Майская.

## Инфраструктура
В селе действуют участок Нельканского предприятия жилищно-коммунального хозяйства, отделение связи, амбулатория, начальная школа, детсад-ясли, библиотека, дом культуры.